# 仑苍站
仑苍站是一个漳泉肖线上的铁路车站，位于福建省南安市仑苍镇，建于1998年，目前为五等站，邮政编码为362304。车站于2012年2月17日起不再办理客运业务，目前亦不办理货运业务，仅办理列车闭塞通过。

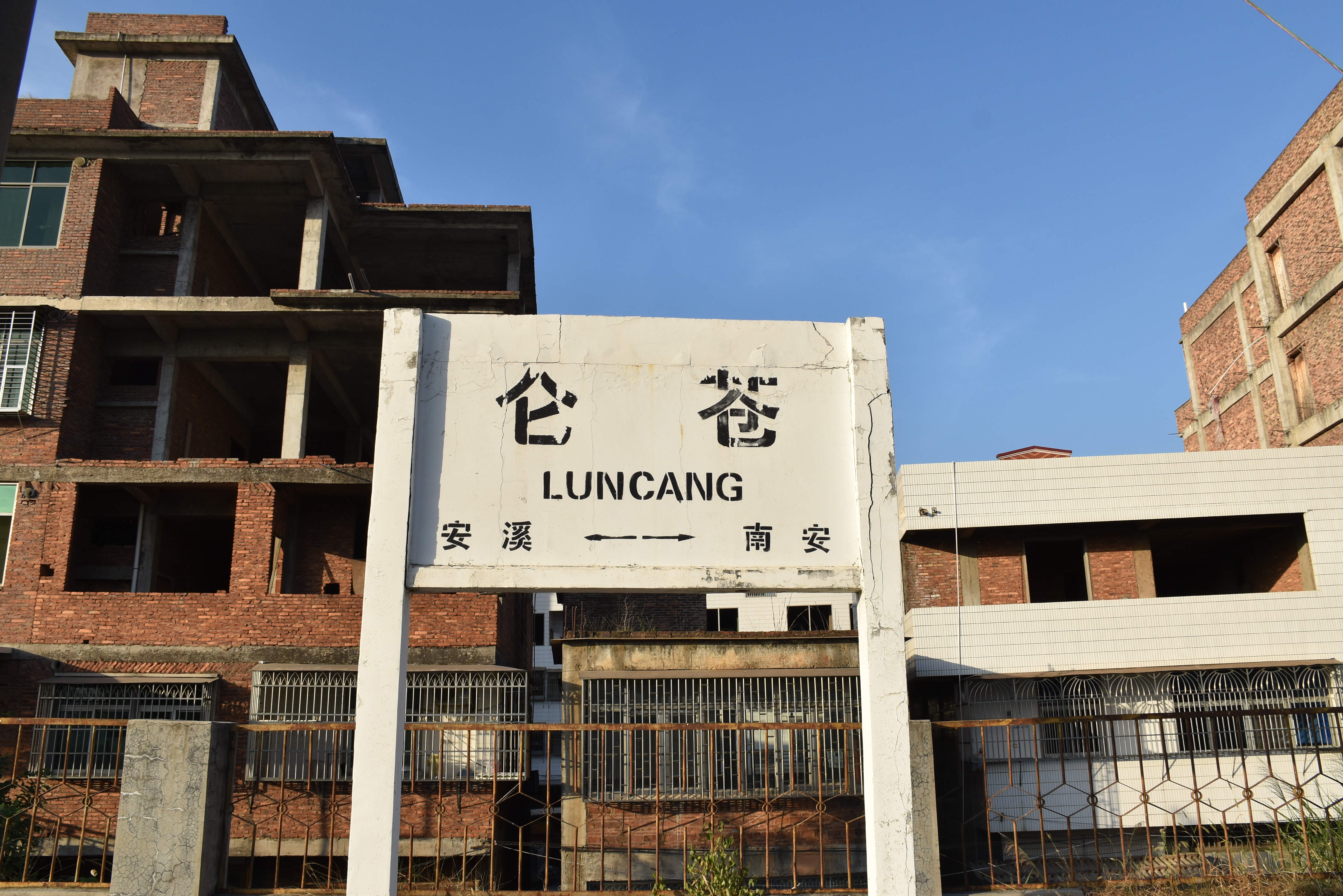
仑苍站站牌
仑苍站站场，上行方向
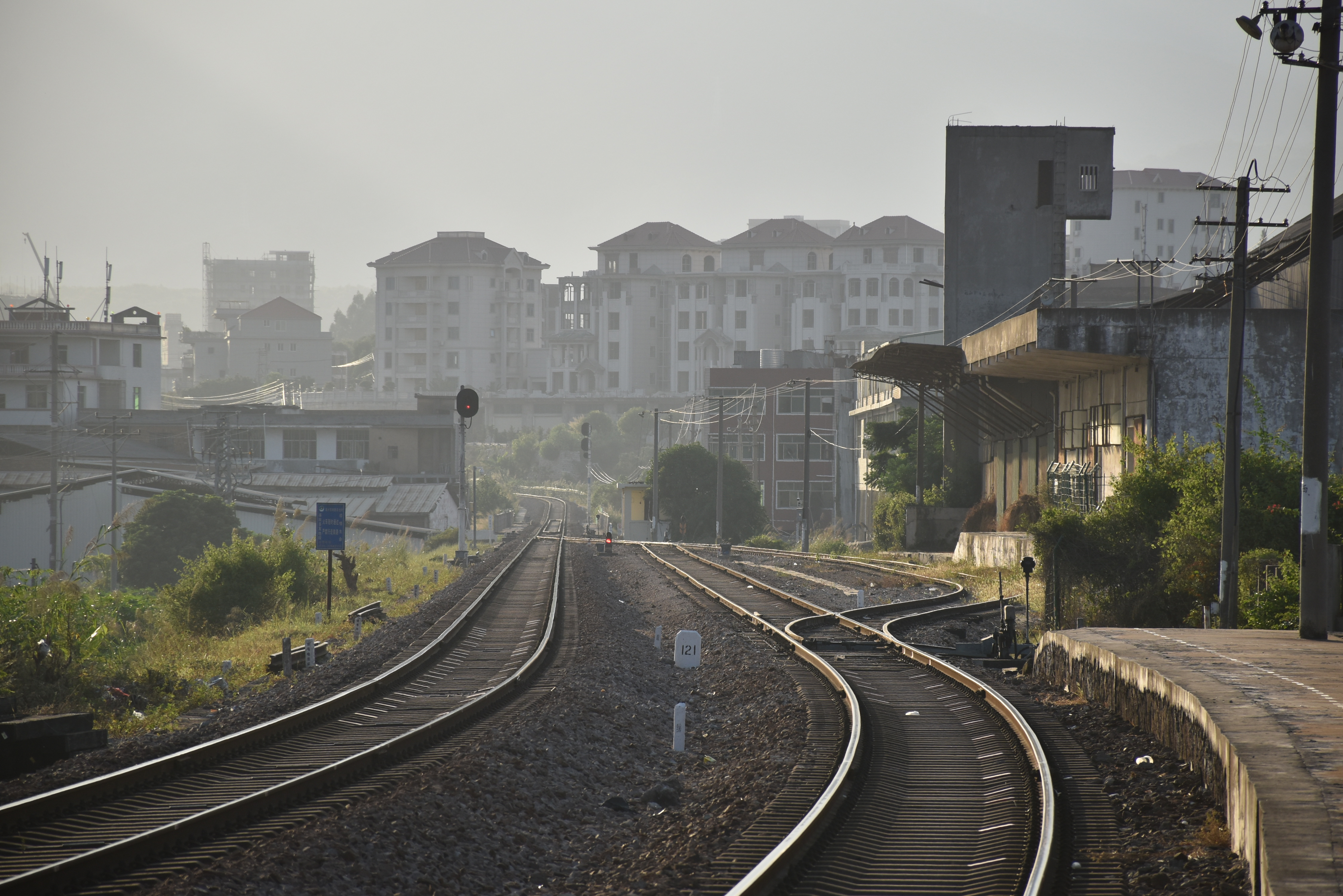
仑苍站站场
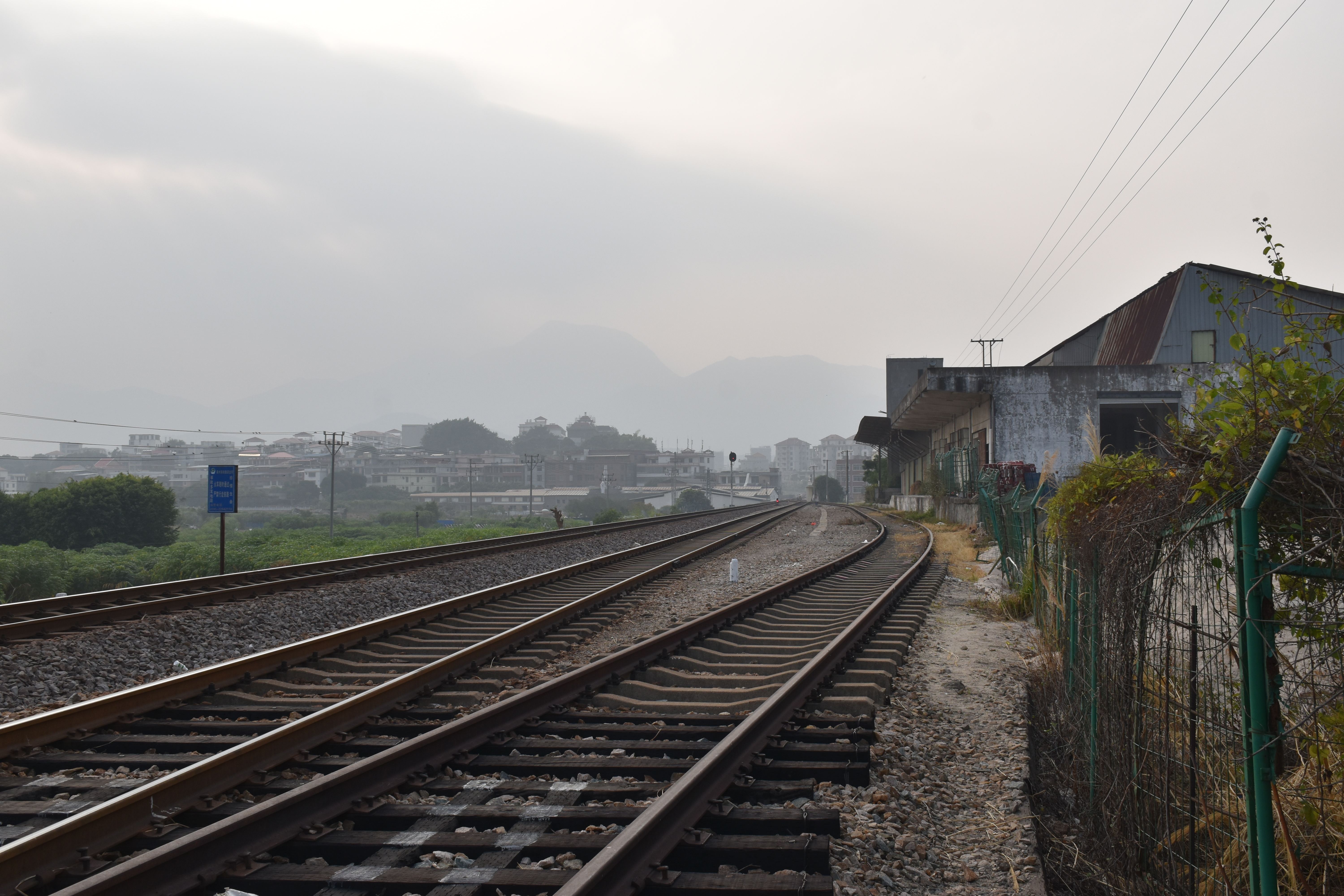
仑苍站站场及仓库